# Ryoichi Ikegami
Ryoichi Ikegami (japonès: 池上 遼一, Hepburn: Ikegami Ryōichi, nascut el 29 de maig de 1944) és un artista de manga japonès que sol treballar com a il·lustrador en col·laboració amb un escriptor. És sobretot conegut per les obres Crying Freeman (クライング フリーマン, Kuraingu Furīman, 1986–1988), escrit per Kazuo Koike, i Heat (HEAT-灼熱-, Hepburn: Hīto Shakunetsu, 1999–2004), escrit per Buronson. Aquest últim va guanyar el 2001 Premi de Manga Shogakukan a la categoria de manga general. Ikegami va rebre el premi Fauve d'Honneur al Festival Internacional de Còmics d'Angoulême 2023. Yoshihide Fujiwara és un antic assistent d'Ikegami.

## Carrera
Després de graduar-se a l'escola secundària, Ikegami es va traslladar a Osaka i dibuixava manga mentre treballava com a pintor de cartells publicitaris,  debutant als 17 anys escrivint mangues de lloguer. El 1966, va publicar una història anomenada Tsumi no Ishiki (罪の意識) a la revista de gekiga Garo que va cridar l'atenció a Shigeru Mizuki, col·laborador de la resista, oferint-li una feina com a assistent. Ikegami va acceptar i es va traslladar a Tòquio on va treballar com a assistent de Mizuki durant dos anys i mig. Des de petit, Ikegami havia admirat a Takao Saito i Yoshiharu Tsuge, així que estava encantat de treballar amb Tsuge com a assistent de Mizuki. Ikegami també és un fan dels còmics nord-americans, especialment de Neal Adams.
Ikegami ha treballat en diverses sèries populars, com Mai, the Psychic Girl amb l'escriptor Kazuya Kudo, Crying Freeman, amb l'escriptor Kazuo Koike, així com Sanctuary i Heat amb l'escriptor Sho Fumimura. També va escriure i dibuixar Spider-Man: The Manga, una versió manga de Spider-Man, i va col·laborar amb Garon Tsuchiya per al manga Box.
El 2001, va guanyar el Premi de Manga Shogakukan en la categoria de manga general com a artista de Heat. El 2005 es va convertir en professor a la Universitat d'Arts d'Osaka.
Del 2016 al 2020, ell i Sho Fumimura van crear Begin a la revista Big Comic Superior. Ikegami es va unir amb l'escriptor Richard Woo per a M no Shirushi -MacArthur Ansatsu Keikaku- (2020) també per a Big Comic Superior. El manga explica la història d'un complot per assassinar al militar Douglas MacArthur.
Un personatge anomenat Kēichi Kurata (interpretat per Masataka Kubota) al drama de televisió GeGeGe no Nyōbō està inspirat en ell. Va fer un manga de col·laboració per a l'anime Girls und Panzer.

## Obres seleccionades
- Spider-Man: The Manga (スパイダーマン) (1970–1971). Escrit per Kōsei Ono i Kazumasa Hirai
- I Ueo Boy (I・餓男 アイウエオボーイ) (1973–1977). Escrit per Kazuo Koike, serialitzat a la revista Shūkan Gendai
- Otoko Gumi (男組) (1974–1979). Escrit per Tetsu Kariya, serialitzat a Weekly Shōnen Sunday
- Otoko Oozora (男大空) (1980–1982). Escrit per Tetsu Kariya, serialitzat a Weekly Shōnen Sunday
- Wounded Man (傷追い人) (1981–1986). Escrit per Kazuo Koike
- Mai, the Psychic Girl (舞) (1985–1986). Escrit per Kazuya Kudō, serialitzat a Weekly Shōnen Sunday
- Nobunaga (信長) (1986–1987). Escrit per Kazuya Kudō
- Crying Freeman (クライングフリーマン) (1986–1988). Escrit per Kazuo Koike
- Offered (オファード) (1990–1991). Escrit per Kazuo Koike
- Sanctuary (サンクチュアリ) (1990–1995). Escrit per Sho Fumimura
- Samurai Crusader (王立院雲丸の生涯) (1991–1992). Escrit per Oji Hiroi
- Strain (ストレイン) (1996–1998). Escrit per Buronson
- Heat (HEAT-灼熱-) (1998–2004). Escrit per Buronson
- Bestia - ryūgetsushō (ベスティア～流月抄) (2000–2004)
- Lord (覇-LORD-) (2004–2011). Escrit per  Buronson
- Rokumonsen Rock (六文銭ロック) (2013–2015). Escrit per Buronson.[11]
- Adam and Eve (アダムとイブ, Adamu to Ibu) (2015–2016). Escrit per Hideo Yamamoto.[12]
- Begin (2016–2020).[11] Escrit per Sho Fumimura
- Trillion Game (トリリオンゲーム) (2020–present). Escrit per Riichiro Inagaki.[13]